# The Walking Dead (3.ª temporada)
A terceira temporada de The Walking Dead, uma série de televisão norte-americana de terror pós-apocalíptico exibida pela AMC, estreou em 14 de outubro de 2012 e terminou em 31 de março de 2013, consistindo em 16 episódios. Desenvolvida para televisão por Frank Darabont, a série é baseada na série homônima de histórias em quadrinhos criada por Robert Kirkman, Tony Moore e Charlie Adlard. Foi produzida por Kirkman, Glen Mazzara, David Alpert e Gale Anne Hurd, tendo Mazzara como showrunner em sua segunda e última temporada. A terceira temporada foi muito bem recebida pelos críticos, sendo indicada para múltiplos prêmios e conquistando dois deles, incluindo Melhor Série de Televisão Sindicada/Cabo, no 39º Saturn Awards.
Esta temporada adapta material das edições 13–39 da série de histórias em quadrinhos e introduz personagens notáveis das HQs, incluindo Michonne (Danai Gurira), Axel (Lew Temple), O Governador (David Morrissey) e Tyreese Williams (Chad L. Coleman). Também marca o retorno de Merle Dixon (Michael Rooker), o volátil irmão mais velho de Daryl Dixon (Norman Reedus), que havia desaparecido na primeira temporada, e também apresenta o retorno de Morgan Jones (Lennie James), o primeiro sobrevivente que Rick Grimes (Andrew Lincoln) encontrou e fez amizade, mas com quem perdeu contato na primeira temporada. Assim como nas HQs, esta temporada se passa principalmente em uma prisão abandonada e em uma cidade rural ativa de sobreviventes.
Passados oito meses após a morte de Shane Walsh e o ataque à Fazenda da Família Greene, com o mundo se tornando cada vez mais perigoso e a gravidez de Lori (Sarah Wayne Callies) avançando, a temporada continua a história de Rick Grimes, que assumiu um tipo de liderança ditatorial sobre seu grupo de sobreviventes enquanto eles lutam para sobreviver em um mundo pós-apocalíptico infestado por zumbis comedores de carne, chamados de "walkers". Após descobrir um possível refúgio seguro, o grupo encontra abrigo e se estabelece em uma grande prisão fortificada, mas essa segurança é ameaçada por uma comunidade próxima — Woodbury — liderada por um homem nefasto conhecido como O Governador, que demonstra interesse por Andrea (Laurie Holden), pois ela permanece separada e sem saber do status do grupo principal após o incêndio da fazenda.

## Elenco e personagens

Os principais personagens da terceira temporada incluem (da esquerda para a direita): Lori, Carl, Daryl, Carol, T-Dog, Beth, Hershel, Rick, Maggie, Glenn, O Governador, Michonne, e Andrea; ausente: Merle

### Elenco principal
A terceira temporada conta com dez atores recebendo destaque nos créditos iniciais, com oito retornando da temporada anterior e dois novos membros do elenco introduzidos; seis são listados como membros do elenco principal na segunda temporada, enquanto Lauren Cohan e Scott Wilson foram promovidos de status recorrente e Michael Rooker foi promovido de status convidado das duas temporadas anteriores, enquanto Danai Gurira e David Morrissey foram adicionados ao elenco principal como Michonne e O Governador, respectivamente. No entanto, Wilson e McBride são creditados como "Também estrelando".

#### Estrelando
- Andrew Lincoln como Rick Grimes, o protagonista da série e um ex-vice-xerife, que se estabeleceu como líder do grupo. Rick se tornou um líder mais frio e calculista, disposto a deixar estranhos morrerem e abandonar membros do grupo se isso significar a sobrevivência de todos os outros, entrando em conflito com O Governador. Rick também se tornou distante, ressentindo-se da ambivalência e raiva de Lori em relação a ele depois de contar a ela que havia matado Shane.
- Sarah Wayne Callies como Lori Grimes, esposa de Rick e mãe de Carl, que está grávida de 9 meses, mas é ressentida por Rick e Carl por seu caso com Shane e os problemas que isso causou. Ela está preocupada com a segurança de seu bebê, mas sua fé em manter o bebê vivo a torna uma mãe destemida.
- Laurie Holden como Andrea, uma ex-advogada de direitos civis bem-sucedida, que foi separada do grupo no final da segunda temporada. Ela faz amizade com Michonne e forma um relacionamento com O Governador.
- Norman Reedus como Daryl Dixon, um anti-herói do sul, caipira, que é também o principal caçador do grupo. Ele se tornou o braço direito de Rick e o aliado mais próximo desde a morte de Shane.
- Steven Yeun como Glenn Rhee, um ex-entregador de pizza e namorado de Maggie. Glenn encontrou algo em Maggie que ele não quer perder e se tornou muito protetor dela.
- Lauren Cohan como Maggie Greene, a determinada e determinada filha mais velha de Hershel e namorada de Glenn. Maggie aceitou o vírus dos mortos-vivos e desde então se tornou uma boa lutadora e membro fundamental do grupo central.
- Chandler Riggs como Carl Grimes, filho jovem de Rick e Lori, que também se tornou mais frio e brutal seguindo o exemplo de seu pai, mas muitas vezes fica frustrado quando é proibido de contribuir com mais frequência, já que os membros mais velhos do grupo buscam manter sua inocência.
- Danai Gurira como Michonne, a figura encapuzada que empunha uma katana, que salva Andrea no final da segunda temporada. Michonne é uma sobrevivente quieta e aparentemente impiedosa, que imediatamente não gosta d'O Governador. Ela cria um vínculo com o filho de Rick, Carl, e começa a abandonar sua brutalidade em favor de uma mentalidade mais saudável.
- Michael Rooker como Merle Dixon, um caipira sulista indisciplinado e irmão mais velho de Daryl, que desapareceu na primeira temporada. Merle é a mão direita de O Governador, mas Daryl, sendo seu irmão, poderia mudar isso.
- David Morrissey como O Governador, líder da cidade de Woodbury, pai de Penny e o principal antagonista da temporada. O Governador é um sociopata impiedoso, paranóico e perigoso, que matará qualquer um que ele veja como uma ameaça para sua comunidade, e busca eliminar o grupo de Rick quando eles se mudam para a prisão próxima.

#### Também estrelando
- Melissa McBride como Carol Peletier, vítima anterior de abuso doméstico, que agora é a última sobrevivente de sua família, tendo perdido sua filha Sophia na última temporada. Carol também tem um vínculo próximo com Daryl e não gosta de seu irmão Merle por sua influência sobre ele, mas vê o potencial de Daryl nele também.
- Scott Wilson como Hershel Greene, um fazendeiro religioso, veterinário treinado e pai de Maggie e Beth, além de uma figura paterna para Glenn. Ele atua como a principal bússola moral do grupo e o principal conselheiro de Rick.

### Elenco de apoio
- Emily Kinney como Beth Greene, filha mais jovem e de voz suave de Hershel, e meia-irmã de Maggie, que aceitou o novo estado do mundo, depois de ter tentado suicídio anteriormente, e se tornou mais habilidosa em matar walkers. Frequentemente, ela tenta elevar o moral cantando.
- IronE Singleton como Theodore "T-Dog" Douglas, um sobrevivente do grupo original de Atlanta, que luta para provar seu valor ao grupo, mas é um indivíduo corajoso disposto a arriscar sua vida pelo bem de todos os outros.

#### Woodbury
- Jose Pablo Cantillo como Caesar Martinez, um dos homens d'O Governador. Martinez é um membro leal e ligeiramente egocêntrico das forças d'O Governador, mas é razoável e tem honra, e até fica perturbado com as ações d'O Governador, mas está disposto a fazer o que é necessário para sobreviver.
- Dallas Roberts como Milton Mamet, um cientista e velho amigo d'O Governador, que estuda os walkers acreditando que pode haver uma maneira de restaurar sua humanidade, mas reluta em aceitar O Governador pelo monstro que ele é, pois o conheceu antes do surto.
- Travis Love como Shumpert, um membro silencioso do exército de Woodbury que usa arco, muito leal a'O Governador e um bom amigo de Martinez.
- Melissa Ponzio como Karen, uma ex-professora e cidadã de Woodbury, que discorda do plano d'O Governador de criar um exército a partir dos cidadãos de Woodbury, o que inclui as crianças.
- Alexa Nikolas como Haley, uma guarda feminina de Woodbury, arrogante e excessivamente confiante.
- Donzaleigh Abernathy como Dra. Stevens, uma médica que vive em Woodbury.

#### Os prisioneiros
- Nick Gomez como Tomas, um prisioneiro violento e líder de um grupo de prisioneiros que sobreviveu dentro da prisão.
- Lew Temple como Axel, um prisioneiro e sobrevivente, encontrado pelo grupo na prisão, que tenta manter a paz, mas frequentemente fala mais do que necessário. Ele também forma uma amizade com Carol.
- Vincent Ward como Oscar, um sobrevivente encontrado na prisão e melhor amigo de Axel, muito honrado e corajoso, mesmo diante da morte, e disposto a arriscar sua vida para ajudar os necessitados.
- Markice Moore como Andrew, o menor e mais fraco dos prisioneiros que o grupo de Rick encontra, o mais travesso e astuto deles.
- Theodus Crane como Big Tiny, o maior do grupo de prisioneiros de Tomas, mas também o mais gentil, com dificuldades para matar walkers.

#### Grupo de Tyreese
- Chad L. Coleman como Tyreese Williams, um sobrevivente liderando um pequeno grupo de pessoas em busca de segurança, que encontra o grupo na prisão, mas é expulso por um Rick mentalmente instável, contra o conselho de todos os outros. Eventualmente, ele se junta a Woodbury, sem conhecer a verdadeira natureza d'O Governador. Tyreese é um homem de moral e princípios disposto a fazer o que for preciso para conquistar seu lugar e encontrar um refúgio seguro para sua irmã e amigos, mas reluta em ferir pessoas, mesmo se necessário.
- Sonequa Martin-Green como Sasha Williams, irmã de Tyreese, que está tentando encontrar abrigo com seu irmão e encontra o grupo na prisão, mas é expulsa por um Rick mentalmente instável, contra o conselho de todos os outros, e se junta a Woodbury sem conhecer a verdadeira natureza d'O Governador. Ao contrário de Tyreese, Sasha tem uma mentalidade de sobrevivência mais fria, o que às vezes a coloca em conflito com seu irmão, mas ela ainda é compassiva o suficiente para evitar derramamento de sangue desnecessário.
- Daniel Thomas May como Allen, membro do grupo de Tyreese, pai de Ben e marido de Donna, um sobrevivencialista disposto a matar pessoas inocentes, mesmo que elas o tratem com compaixão. Ele também tem uma rixa com Tyreese, já que Donna ficou encantada por ele depois que ele a salvou dos walkers.
- Tyler Chase como Ben, filho adolescente de Allen, disposto a fazer o que o pai mandar, independentemente de quão sombrias sejam essas ações.

#### Diversos
- Lennie James como Morgan Jones, a primeira pessoa que Rick encontrou e fez amizade após acordar de seu coma, que junto com seu filho Duane, eram considerados mortos. Embora um pai gentil e moral, Morgan sofreu um colapso psicológico após seu filho ter sido morto por sua esposa morta-viva depois que Morgan falhou em atirar nela anteriormente. Agora, Morgan acredita que o propósito de sua vida é limpar a cidade de Rick de todos os walkers e pessoas, e quase mata Rick sem querer.
- Jon Bernthal como Shane Walsh, o principal antagonista da segunda temporada e ex-colega de Rick como vice-xerife e melhor amigo, que teve um caso com Lori e perdeu a sanidade devido à sua obsessão por Lori. Ele foi morto por Rick enquanto tentava matá-lo na segunda temporada e reaparece como alucinação para Rick durante a batalha de Woodbury.
- Emma Bell como Amy (voz), irmã mais nova de Andrea e ex-membro do grupo, que foi mordida e morta por Andrea; ouvida nas alucinações de Rick ao telefone.
- Jeryl Prescott Sales como Jacqui (voz), uma ex-funcionária da Cidade de Atlanta e ex-membro do grupo, que cometeu suicídio após perder a esperança ao permanecer no CDC com o Dr. Edwin Jenner, à medida que explodia devido a sistemas de segurança; ouvida nas alucinações de Rick ao telefone.
- Andrew Rothenberg como Jim (voz), um ex-membro do grupo, que foi mordido e, a seu pedido, deixado para se reanimar; ouvido nas alucinações de Rick ao telefone.
- Julio Cesar Cedillo como Tenente Welles, um membro de um grupo de militares que estão envolvidos em um acidente de helicóptero, e salvos, mas eventualmente massacrados pel'O Governador, enquanto Welles é decapitado e sua cabeça é colocada em um aquário.

## Episódios
| N.º na série | N.º na temp. | Título                                                                 | Dirigido por        | Escrito por                | Exibição original       | Audiência (milhões) |
| --- | ------------ | ---------------------------------------------------------------------- | ------------------- | -------------------------- | ----------------------- | ------------------- |
| 20 | 1            | "Seed" "(Semente)" (BR)                                                | Ernest Dickerson    | Glen Mazzara               | 14 de outubro de 2012   | 10.87               |
| Oito meses após abandonarem a fazenda de Hershel, e com Lori prestes a dar à luz, Rick lidera o grupo na busca por uma prisão infestada de zumbis. Enquanto limpam as celas, Hershel é mordido por um zumbi, e são obrigados a amputar seu pé para salvá-lo. Eles descobrem que cinco prisioneiros ainda estão vivos. Enquanto isso, Michonne cuida de Andrea, que está doente. |              |                                                                        |                     |                            |                         |                     |
| 21 | 2            | "Sick" "(Doente)" (BR)                                                 | Billy Gierhart      | Nichole Beattie            | 21 de outubro de 2012   | 9.55                |
| O grupo de Rick discute o que fazer com os cinco sobreviventes da prisão e os mantém separados dos zumbis em uma parte segura. Quando os prisioneiros concordam em ajudar a eliminar os zumbis, Rick permite que eles os acompanhem, mas percebe que o líder, Tomas, é instável e é forçado a matá-lo. Os outros cuidam de Hershel e garantem que ele não se transforme em zumbi. |              |                                                                        |                     |                            |                         |                     |
| 22 | 3            | "Walk with Me" "(Vem Comigo)" (BR)                                     | Guy Ferland         | Evan Reilly                | 28 de outubro de 2012   | 10.51               |
| Andrea e Michonne testemunham um grupo de homens investigando a queda de um helicóptero, mas são capturadas por Merle e levadas para a cidade fortificada de Woodbury, onde conhecem o Governador, a quem Michonne desconfia. Um sobrevivente do acidente revela ao Governador a localização de seu grupo, e ele lidera seu grupo para matar os outros sobreviventes e pegar suas armas e veículos. |              |                                                                        |                     |                            |                         |                     |
| 23 | 4            | "Killer Within" "(Assassino Interno)" (BR)                             | Guy Ferland         | Sang Kyu Kim               | 4 de novembro de 2012   | 9.27                |
| Enquanto Hershel se recupera, o alarme da prisão dispara, e os zumbis, atraídos pelo som, sobrecarregam o grupo de Rick, que é obrigado a se dispersar. Rick, auxiliado pelos prisioneiros sobreviventes Oscar e Axel, desativa o alarme, que foi ligado por Andrew. Oscar salva Rick matando Andrew. Lori, Carl e Maggie se abrigam em uma sala de caldeiras quando Lori entra em trabalho de parto. Maggie é forçada a fazer uma cesárea para entregar a filha, o que é fatal para Lori, e Carl a mata para evitar que ela se transforme em zumbi. Enquanto os sobreviventes se reagrupam, Rick fica arrasado ao descobrir a morte de Lori.                                  |              |                                                                        |                     |                            |                         |                     |
| 24 | 5            | "Say the Word" "(Diga a Palavra)" (BR)                                 | Greg Nicotero       | Angela Kang                | 11 de novembro de 2012  | 10.37               |
| Michonne descobre que o Governador mantém zumbis em cativeiro, e decide deixar Woodbury, apesar de Andrea ficar para trás e aprender mais sobre o Governador com seu braço direito, Milton. O Governador envia Merle e um grupo de homens para encontrá-la ao saber de sua partida. Enquanto isso, Rick ainda está emocionalmente abalado com sua perda quando recebe uma ligação telefônica. |              |                                                                        |                     |                            |                         |                     |
| 25 | 6            | "Hounded" "(Perseguidos)" (BR)                                         | Dan Attias          | Scott M. Gimple            | 18 de novembro de 2012  | 9.21                |
| Rick, ainda em luto, parece receber chamadas telefônicas na sala de caldeiras onde Lori morreu, de sobreviventes anteriores que haviam morrido. Enquanto foge da captura, Michonne testemunha Glenn e Maggie procurando suprimentos para o bebê de Lori antes de serem capturados por Merle, que reconhece Glenn como um dos membros de seu antigo grupo que o abandonou em Atlanta. Michonne, tendo deduzido de onde Glenn e Maggie vieram, leva os suprimentos para a prisão e encontra Rick lá. |              |                                                                        |                     |                            |                         |                     |
| 26 | 7            | "When the Dead Come Knocking" "(Quando os Mortos Batem na Porta)" (BR) | Dan Sackheim        | Frank Renzulli             | 25 de novembro de 2012  | 10.43               |
| Embora desconfiado dela, Rick faz com que as feridas de Michonne sejam tratadas, enquanto ela explica a captura de Glenn e Maggie e Woodbury. Em Woodbury, O Governador interroga severamente Glenn e Maggie para descobrir de onde eles vêm, e quando ameaça matar Glenn, Maggie revela que o grupo está na prisão. O Governador envia Merle para explorar a prisão, enquanto Rick, Daryl, Oscar e Michonne se aproximam de Woodbury. |              |                                                                        |                     |                            |                         |                     |
| 27 | 8            | "Made to Suffer" "(Feitos Para Sofrer)" (BR)                           | Billy Gierhart      | Robert Kirkman             | 2 de dezembro de 2012   | 10.48               |
| O grupo de Rick invade Woodbury e resgata Glenn e Maggie, onde Daryl descobre que Merle ainda está vivo. Michonne, ao tentar matar O Governador, descobre que ele mantém sua filha reanimada, Penny, acorrentada e a mata; O Governador descobre Michonne e eles lutam, que termina quando ela o apunhala no olho. Oscar é morto ao cobrir sua fuga enquanto Daryl é capturado e forçado a lutar contra Merle. Enquanto isso, um novo grupo de sobreviventes liderado por Tyreese e Sasha entra na prisão através da cerca danificada. |              |                                                                        |                     |                            |                         |                     |
| 28 | 9            | "The Suicide King" "(O Rei Suicida)" (BR)                              | Lesli Linka Glatter | Evan Reilly                | 10 de fevereiro de 2013 | 12.26               |
| Enquanto Daryl e Merle brigam, Rick e Maggie retornam a Woodbury para libertar Daryl. Eles são forçados a levar Merle junto, o que Rick e Glenn temem que os prejudique, e Daryl e Merle seguem sozinhos. Os residentes de Woodbury começam a questionar sua segurança, e Andrea tenta acalmar o Governador para que não tome medidas drásticas. Na prisão, os sobreviventes descobrem o grupo de Tyreese e Sasha e, embora desconfiados, permitem que fiquem. Quando Rick retorna, ele ainda vê visões de Lori e fica zangado e violento, e Glenn sugere que é melhor para o novo grupo partir.                                                                               |              |                                                                        |                     |                            |                         |                     |
| 29 | 10           | "Home" "(Lar)" (BR)                                                    | Seith Mann          | Nichole Beattie            | 17 de fevereiro de 2013 | 11.05               |
| Embora desconfie dela, o Governador oferece a liderança de Woodbury a Andrea. O Governador lidera secretamente um grupo de seus homens para atacar a prisão, matando Axel e violando a cerca externa para permitir a entrada de zumbis. Os sobreviventes repelam o ataque, forçando o Governador a recuar, enquanto Daryl e Merle, que decidiram que é melhor permanecer no grupo, chegam para salvar os outros sobreviventes. |              |                                                                        |                     |                            |                         |                     |
| 30 | 11           | "I Ain't a Judas" "(Eu Não Sou Judas)" (BR)                            | Greg Nicotero       | Angela Kang                | 24 de fevereiro de 2013 | 11.01               |
| Andrea descobre o ataque à prisão e exige ir lá para tentar acalmar a situação. O Governador permite que ela vá, mas com Milton. No caminho, eles encontram o grupo de Tyreese e Sasha, e Milton os leva de volta a Woodbury, onde eles oferecem dar ao Governador o layout da prisão em troca de permissão para ficar. Na prisão, Andrea explica a situação e que o Governador realmente quer Michonne, e Carol sugere que ela tente matar o Governador antes que a guerra total comece. De volta a Woodbury, Andrea não consegue matar o Governador. |              |                                                                        |                     |                            |                         |                     |
| 31 | 12           | "Clear" "(Claro)" (BR)                                                 | Tricia Brock        | Scott M. Gimple            | 3 de março de 2013      | 11.30               |
| Rick, Carl e Michonne voltam à casa de Rick no Condado de King para obter mais armas para a batalha iminente e descobrem que Morgan Jones ainda está vivo, embora tenha perdido seu filho Duane. Rick tenta convencer Morgan a voltar com eles, enquanto Michonne protege Carl enquanto ele recupera suprimentos e uma foto pessoal de um bar. Ao retornarem, Rick e Carl percebem que Michonne é um recurso para o grupo deles. |              |                                                                        |                     |                            |                         |                     |
| 32 | 13           | "Arrow on the Doorpost" "(Flecha No Batente da Porta)" (BR)            | David Boyd          | Ryan C. Coleman            | 10 de março de 2013     | 11.46               |
| Andrea arranja um encontro cara a cara entre o Governador e Rick, onde o Governador exige que entreguem Michonne a ele. Acreditando que o Governador quer matá-los de qualquer maneira, Rick e o Governador preparam seus respectivos grupos para o combate. |              |                                                                        |                     |                            |                         |                     |
| 33 | 14           | "Prey" "(Presa)" (BR)                                                  | Stefan Schwartz     | Glen Mazzara & Evan Reilly | 17 de março de 2013     | 10.84               |
| Andrea fica sabendo da duplicidade do Governador e da intenção dele de matar o grupo de Rick através de Milton, e consegue escapar de Woodbury para avisar Rick, mas o Governador consegue capturá-la pouco antes de ela chegar à prisão. Enquanto eles estão fora, alguém queima todos os zumbis capturados que o Governador mantinha, e ele suspeita de Milton ou Tyreese. |              |                                                                        |                     |                            |                         |                     |
| 34 | 15           | "This Sorrowful Life" "(Esta Triste Vida)" (BR)                        | Greg Nicotero       | Scott M. Gimple            | 24 de março de 2013     | 10.99               |
| Rick decide por conta própria entregar Michonne ao Governador, pedindo discretamente ajuda a Merle, mas Merle insiste em fazer isso sozinho. Enquanto Merle leva Michonne até o local, ele se torna simpático a ela e a deixa ir. Merle aproveita a oportunidade para levar um grupo de zumbis até o ponto de encontro e depois atacar o Governador, mas acaba sendo morto. Michonne retorna à prisão e, a caminho de volta, encontra Daryl e diz a ele que Merle a deixou ir. Daryl vai ao ponto de encontro e encontra Merle, agora reanimado, antes de matá-lo aos prantos.                                                                                                 |              |                                                                        |                     |                            |                         |                     |
| 35 | 16           | "Welcome to the Tombs" "(Bem-Vindos aos Túmulos)" (BR)                 | Ernest Dickerson    | Glen Mazzara               | 31 de março de 2013     | 12.42               |
| O Governador, já não confiando em mais ninguém, fere fatalmente Milton e o tranca na sala onde mantém Andrea presa, esperando que ele se transforme e a mate; Milton consegue manter a lucidez tempo suficiente para explicar a ela como escapar. O Governador lidera um ataque à prisão, mas o grupo de Rick está preparado e os embosca, forçando o Governador e seu grupo a fugir; ele mais tarde mata sua própria gente quando eles não querem retornar e continuar a luta. Rick e os outros retornam à Woodbury, e chegam tarde demais para salvar Andrea, que havia sido mordida por Milton. Ela se mata e os residentes sobreviventes de Woodbury são levados à prisão. |              |                                                                        |                     |                            |                         |                     |

## Produção
A AMC renovou The Walking Dead para uma terceira temporada em 25 de outubro de 2011, após a estreia da segunda temporada que quebrou recordes de audiência a cabo no público de 18 a 49 anos. Em 14 de janeiro de 2012, a AMC anunciou que a terceira temporada terá 16 episódios.
As filmagens da temporada começaram em maio de 2012 no Condado de Coweta, Geórgia, com a cidade de Senoia, sendo usada como local de filmagem para a cidade de Woodbury. Ernest Dickerson dirigiu o episódio de estreia da temporada. Greg Nicotero, produtor co-executivo e artista de efeitos especiais da série, dirigiu o quinto episódio da terceira temporada depois de já ter dirigido o episódio da segunda temporada "Judge, Jury, Executioner". Ele também retornou como um zumbi no episódio "The Suicide King", depois de interpretar dois zumbis diferentes na primeira temporada. Em novembro de 2012, Glen Mazzara anunciou que Ernest Dickerson dirigiria o final da temporada.
Após a conclusão da terceira temporada, Mazzara deixou o cargo de showrunner e produtor executivo da série, em um acordo mútuo entre Mazzara e a AMC. O comunicado de imprensa dizia: "Ambas as partes reconhecem que há uma diferença de opinião sobre o rumo que a série deve seguir no futuro e concluem que é melhor seguir caminhos separados."

### Webepisódios
Após a série Torn Apart em 2011, outro conjunto de webepisódios intitulado Cold Storage foi produzido e estreou em 1 de outubro de 2012, antes da estreia da terceira temporada.

### Talking Dead
Uma segunda temporada havia sido encomendada em maio de 2012. Para coincidir com uma maratona do programa, um episódio especial foi ao ar em julho de 2012 após o término da maratona, apresentando um tour pelos diversos objetos/sets usados na terceira temporada, além de entrevistas com elenco/equipe e um trecho de imagens exclusivas com o novo personagem introduzido, Michonne.

## Recepção

### Resposta crítica
A terceira temporada de The Walking Dead recebeu críticas positivas dos críticos. No Metacritic, a temporada possui uma pontuação de 82 de 100, indicando "aclamação universal", com base em 19 críticos. No Rotten Tomatoes, a temporada possui um índice de aprovação de 88%, com uma média de avaliação de 7,85 de 10, com base em 33 análises. O consenso crítico do site diz: "O terror palpável e as emoções viscerais continuam na terceira temporada de The Walking Dead, juntamente com um sentido mais profundo das pessoas que habitam sua paisagem apocalíptica."
| - 3ª temporada (2012–13): Porcentagem de avaliações positivas rastreadas pelo site Rotten Tomatoes | |
| | Esta página contém um gráfico que utiliza a extensão <graph>. A extensão está temporariamente indisponível e será reativada quando possível. Para mais informações, consulte o ticket T334940. |

### Prêmios
Para a 39ª edição do Saturn Awards, a terceira temporada de The Walking Dead recebeu quatro indicações e dois prêmios. Os prêmios foram para Melhor Série de Televisão de Sindicato/Cabo e Melhor Atriz Coadjuvante em Televisão (Laurie Holden). As indicações foram para Melhor Ator em Televisão (Andrew Lincoln) e Melhor Ator Coadjuvante em Televisão (David Morrissey).
A temporada também recebeu uma indicação para Melhor Maquiagem de Prótese para Série, Minissérie, Filme ou Especial no 65º Primetime Creative Arts Emmy Awards ("This Sorrowful Life"). Além disso, a temporada também foi indicada para Performance Destaque de Dublês em Série de Televisão no 19º e 20º Screen Actors Guild Awards para ambas metades da temporada, respectivamente. Esta temporada também foi indicada para Programa do Ano no 29º TCA Awards, enquanto Andrew Lincoln foi indicado para Melhor Ator em Série Dramática no 3º Critics' Choice Television Awards.

### Audiência
| №  | Título                        | Exibição original       | Rating/share (18–49) | Audiência (em milhões) |
| -- | ----------------------------- | ----------------------- | -------------------- | ---------------------- |
| 1  | "Seed"                        | 14 de outubro de 2012   | 5.8                  | 10.87                  |
| 2  | "Sick"                        | 21 de outubro de 2012   | 5.1                  | 9.55                   |
| 3  | "Walk with Me"                | 28 de outubro de 2012   | 5.4                  | 10.51                  |
| 4  | "Killer Within"               | 4 de novembro de 2012   | 4.9                  | 9.27                   |
| 5  | "Say the Word"                | 11 de novembro de 2012  | 5.6                  | 10.37                  |
| 6  | "Hounded"                     | 18 de novembro de 2012  | 4.9                  | 9.21                   |
| 7  | "When the Dead Come Knocking" | 25 de novembro de 2012  | 5.4                  | 10.43                  |
| 8  | "Made to Suffer"              | 2 de dezembro de 2012   | 5.4                  | 10.48                  |
| 9  | "The Suicide King"            | 10 de fevereiro de 2013 | 6.1                  | 12.26                  |
| 10 | "Home"                        | 17 de fevereiro de 2013 | 5.6                  | 11.05                  |
| 11 | "I Ain't a Judas"             | 24 de fevereiro de 2013 | 5.7                  | 11.01                  |
| 12 | "Clear"                       | 3 de março de 2013      | 5.7                  | 11.30                  |
| 13 | "Arrow on the Doorpost"       | 10 de março de 2013     | 5.7                  | 11.46                  |
| 14 | "Prey"                        | 17 de março de 2013     | 5.5                  | 10.84                  |
| 15 | "This Sorrowful Life"         | 24 de março de 2013     | 5.4                  | 10.99                  |
| 16 | "Welcome to the Tombs"        | 31 de março de 2013     | 6.4                  | 12.42                  |